# دونوفان سميث
دونوفان سميث (بالإنجليزية: Donovan Smith)‏ هو لاعب كرة قدم أمريكية أمريكي، ولد في 23 يونيو 1993 في هيمبستيد في الولايات المتحدة.

## وصلات خارجية
- دونوفان سميث على موقع مرجع كرة القدم المحترفة.كوم (الإنجليزية)